# ENKO Łuck
ENKO Łuck (ukr. Футбольний клуб «ЕНКО» Луцьк, Futbolnyj Kłub "ENKO" Łućk) – ukraiński klub piłkarski z siedzibą w Łucku.

## Historia
Drużyna piłkarska ENKO Łuck została założona w Łucku i reprezentowała Łucki Zakład Urządzeń Elektrycznych "ENKO" (ukr. Луцький електроапаратний завод "ЕНКО").
Zespół występował w rozgrywkach mistrzostw i Pucharu obwodu wołyńskiego.
W sezonie 1995/96 klub startował w Mistrzostwach Ukrainy spośród drużyn amatorskich.
Potem zespół dalej kontynuował występy w rozgrywkach mistrzostw i Pucharu obwodu wołyńskiego dopóki nie został rozformowany.

## Sukcesy
- wicemistrz Ukrainy spośród drużyn amatorskich:

1995/96

## Znani piłkarze
- Artem Fedecki
- Taras Kabanow
- Anatolij Tymoszczuk[2]

## Inne
- Wołyń Łuck